# Клеберг (округ, Техас)
Шаблон:StateAbbr_ 27°26′ пн. ш. 97°40′ зх. д. / 27.43° пн. ш. 97.66° зх. д.
Округ Клеберг (англ. Kleberg County) — округ (графство) у штаті  Техас, США. Ідентифікатор округу 48273.

## Історія
Округ утворений 1913 року.

## Демографія
За даними перепису 2000 року загальне населення округу становило 31549 осіб, зокрема міського населення було 25618, а сільського — 5931. Серед мешканців округу чоловіків було 15852, а жінок — 15697. В окрузі було 10896 домогосподарств, 7684 родин, які мешкали в 12743 будинках. Середній розмір родини становив 3,3.
Віковий розподіл населення поданий у таблиці:
| Стать    | До 15 років | 15-21 | 22-29 | 30-39 | 40-49 | 50-65 | 65-85 | Понад 85 |
| -------- | ----------- | ----- | ----- | ----- | ----- | ----- | ----- | -------- |
| Чоловіки | 3698        | 2373  | 2491  | 2100  | 1798  | 1993  | 1283  | 116      |
| Жінки    | 3401        | 2166  | 2021  | 2081  | 1881  | 2207  | 1621  | 319      |

## Суміжні округи
- Нюесес — північ
- Кенеді — південь
- Брукс — південний захід
- Джим-Веллс — захід

## Виноски
1. ↑  Texas State Historical Association, Barkley R. R., Tyler R. C. Handbook of Texas — Texas State Historical Association, 1952. — ISBN 978-0-87611-151-2
2. ↑  U.S. Decennial Census. United States Census Bureau. Архів оригіналу за 26 квітня 2015. Процитовано 2 травня 2015.
3. ↑  Texas Almanac: Population History of Counties from 1850–2010 (PDF). Texas Almanac. Архів оригіналу (PDF) за 19 Квітня 2015. Процитовано 2 травня 2015.
4. ↑  State & County QuickFacts. United States Census Bureau. Архів оригіналу за 18 жовтня 2011. Процитовано 18 грудня 2013.(англ.) Наведено за англійською вікіпедією.
5. ↑  American FactFinder. Бюро перепису населення США. Архів оригіналу за 29 липня 2011. Процитовано 31 січня 2008.

| США | Це незавершена стаття з географії США. Ви можете допомогти проєкту, виправивши або дописавши її. |